# فرقة بانزر الرابعة (الفيرماخت)
فرقة الدبابات الرابعة (بالإنجليزية: 4th Tank Division)‏ فرقة مدرعة في الجيش الألماني الفيرماخت. 
في الحرب العالمية الثانية، شاركت في غزو بولندا عام 1939، وغزو فرنسا عام 1940، وغزو الاتحاد السوفيتي عام 1941. بقيت على الجبهة الشرقية، بشكل أساسي تحت مجموعة الجيوش الوسطى، حتى حوصرت على الساحل في كورلاند في صيف عام 1944. تم إخلاؤها عن طريق البحر وعادت إلى الجبهة الرئيسية في غرب بروسيا في يناير 1945. هناك استسلمت للجيش الأحمر في نهاية الحرب. 

## التاريخ

### تشكيل - تكوين
تم تشكيل فرقة بانزر الرابعة في فورتسبورغ، بافاريا، في 10 نوفمبر 1938 كأول موجة ثانية من الفرق المدرعة الجديدة في ألمانيا بعد إنشاء فرق الدبابات الثلاثة الأصلية في عام 1935. إلى جانب فرقة بانزر الرابعة، تشكلت الفرقة الخامسة في أوبلن، والآن أوبول في بولندا، بعد خمسة أيام.  
كانت فورتسبورغ في السابق بلدة حامية لفرقة البانزر الثانية التي نقل مقرها إلى فيينا بعد آنشلوس في مارس 1938.  
في بداية غزو بولندا (1939)، كانت الفرقة واحدة من أوائل الذين عبروا الحدود في منطقة عمليات مجموعة الجيوش الجنوبية. مجهزة بما يقرب من 341 دبابة، بما في ذلك 183 بانزر-1 و130 بانزر-2 و12 بانزر-4 و 16 كلاينر بانزربيفواجن. كانت الفرقة تفتقر إلى بعض وحدات المشاة والمضادة للدبابات.  

## القادة
قادة الفرقة: 
- جنرال روبرت جورج هانز راينهاردت (1 سبتمبر 1939 - 5 فبراير 1940)
- Generalleutnant Ludwig Ritter von Radlmeier (5 فبراير 1940 - 8 يونيو 1940)
- Generalleutnant Johann Joachim Stever (8 يونيو 1940 - 24 يوليو 1940)
- Generalleutnant Hans Reichsfreiherr von Boineburg-Lengsfeld (24 يوليو 1940 - 8 سبتمبر 1940)
- الجنرال دير بانزرتروبي ويليبالد فرايهر فون لانغرمان وأرلنكامب (8 سبتمبر 1940 - 27 ديسمبر 1941)
- جنرال دير بانزرتروبي ديتريش فون ساوكين (27 ديسمبر 1941 - 2 يناير 1942)
- جنرال دير بانزرتروبي ويليبالد فرايهر فون لانجرمان وأرلينكامب (2 يناير 1942 - 6 يناير 1942)
- الجنرال دير بانزرتروب هاينريش إيبرباخ (6 يناير 1942 - 2 مارس 1942)
- Generalleutnant Otto Heidkämper (2 مارس 1942 - 4 أبريل 1942)
- الجنرال دير بانزرتروب هاينريش إيبرباخ (4 أبريل 1942 - 14 نوفمبر 1942)
- Generalleutnant Erich Schneider (14 نوفمبر 1942 - 31 مايو 1943)
- الجنرال دير بانزرتروبي ديتريش فون ساوكين (31 مايو 1943 -؟ يناير 1944)
- Generalleutnant Hans Junck (21 يناير 1944 - 7 فبراير 1944)
- الجنرال دير بانزرتروب ديتريش فون ساوكين (؟ فبراير 1944 - 1 مايو 1944)
- Generalleutnant Clemens Betzel (1 مايو 1944 - 27 مارس 1945)
- أوبرست إرنست فيلهلم هوفمان (27 مارس 1945 - 8 مايو 1945)